# 阿西爾·納迪爾
阿西爾·納迪爾（土耳其語：Asil Nadir，1941年5月1日—2025年2月9日），寶麗碧國際股份有限公司原首席執行官，出生於塞浦路斯萊夫卡，土耳其裔塞浦路斯企業家，也就是殖民地警管，以及突出商人兒子，在6歲時開始售賣報章，之後在50年代開始移居英國倫敦東部，開展家族製衣業務生涯。

## 工作生涯
他在伊斯坦堡大學修讀經濟學位，但回到塞浦路斯繼續製衣行業，在60年代再次回到倫敦，他在尼科西亞接手一家經營成衣廠，更成功地開拓中東市場。
在70年代尾，開始接手長期經營下滑的，寶麗碧國際股份有限公司，他展開了進行收購水果、電子、旅遊業、紡織等行業，當時所有小股東已達至24,000人，與此同時，已成為富時100指數成份股一分子。股價上漲極為多倍。
但在1990年，因為管理經營不善，再加上他干犯了做假帳、盜竊、操控股價等罪名，其中寶麗碧的20萬英鎊，非法轉移至位於塞浦路斯的2家公司，以致周轉不靈，故此在1990年已進行破產程序。

## 逃至北部塞浦路斯
他在被英國嚴重欺詐辦公室檢控66項盜竊罪名時，因受到不少不公平對待，在1993年，逃亡到北塞浦路斯土耳其共和國，達至17年，雖然英國當局進行引渡回國受審，但由於種種原因，而被迫擱置。

## 展開工作
他現時在Kıbrıs Media Group老闆，包括英文報章《今天塞浦路斯》。

## 回到英國
在2010年7月30日，據了解阿西爾·納迪爾會在引渡英國受審。到了2010年8月26日，阿西爾·納迪爾攜同妻子諾爾，在英國倫敦盧頓機場引渡受審。2010年9月3日，位於老貝利地方法院，提交了合理保釋條件。現時租住了每個月20,000英鎊公寓。由於案件極為複雜，預計2012年不會順利完成。2010年12月5日，倫敦當局已聲稱向阿西爾·納迪爾道歉。
2012年8月23日，英國法院控告阿西爾·納迪爾10項虧空2900萬英鎊公款罪名成立，被判人獄10年刑期 。

## 轉移土耳其
2016年4月，阿西爾·納迪爾轉移土耳其服刑。

## 家庭生活
他育有4名子女，2位第一任妻子，以及2位前情婦。而現任妻子諾爾（Nur），當時是21歲，也就是和阿西爾·納迪爾相差43年。其後在2013年11月28日離婚的。而在1990年英國《星期日泰晤士報》富豪榜資料，納迪爾當時排名為第36位。

## 連結
- 英国逃亡商业大亨 接受司法审判 2010年8月27日15:31   CCTV《第一时间》 （页面存档备份，存于）
- 納迪爾是誰？ BBC中文網 （页面存档备份，存于）